# Toshiko Sato
Toshiko "Tosh" Sato ((佐藤 トシ子 Satō Toshiko?, /ˈtɒʃᵻkoʊ ˈsɑːtoʊ/) es un personaje ficticio de las series de televisión Doctor Who y su spin-off Torchwood, interpretado por Naoko Mori. Después de su aparición en el episodio de Doctor Who "Alienígenas en Londres" (Aliens of London-2005), Toshiko es reintroducida como personaje regular en el primer episodio de Torchwood "Todo Cambia" (Everything Changes-2006). El personaje aparece en cada episodio de las dos primeras temporadas del show, así como también en los distintos universos como novelas, audiolibros y cómics.
En la narrativa de la serie, Sato es el "experto técnico" de Torchwood Cardiff, descrita como "tranquila pero altamente inteligente" y "un genio informático". Aparte del personaje principal Jack Harkness, ella es el personaje regular con la historia más larga con el Instituto Torchwood, siendo reclutada tres años antes de la serie. Su caracterización explora las diferencias entre su naturaleza y la de sus colegas, y su dificultad en las relaciones románticas. Una historia de fondo sobre su vida antes de Torchwood y el largo enamoramiento con su colega Owen Harper se insinúa a través de la primera temporada de la serie, y se explora más profundamente en la segunda temporada. Mori deja el elenco en el capítulo final de la segunda temporada, "Heridas de Salida" (Exit Wounds - 2008).

## Aspectos

### Televisivo
Sato aparece por primera vez en el capítulo de Doctor Who "Alienígenas en Londres" (Aliens Of London), nombrada como 'Doctora Sato', cuando es llamada para examinar un supuesto cadáver alienígena en el Hospital Albion. Toshiko es reintroducida en el primer episodio de Torchwood "Todo Cambia" (Everything Changes), como experta en tecnología del Instituto Torchwood Cardiff. En "Griegos Que Traen Regalos" (Greeks Bearing Gifts), Toshiko entabla una relación sexual con una mujer Llamada Mary (Daniela Denby-Ashe), de quien recibe un collar telepático. La experiencia telepática angustia a Toshiko. Ella expresa desesperación y desesperanza, notando que a través del espacio todas las culturas son esencialmente similares, lo que la lleva a decepcionarse con la misma existencia. En el penúltimo episodio de la primera temporada de la serie, "Capitán Jack Harkness" (Captain Jack Harkness), ella y el Capitán Jack (John Barrowman) son enviados al año 1941 por el vilano Bilis Manger (Murray Melvin), donde, por ser japonesa, Tosh es víctima de intolerancia. Con su genio residente varado, Ianto Jones (Gareth David-Lloyd) y Owen son incapaces de abrir la Grieta de Espacio-Tiempo de Cardiff y salvarla mientras ella les deja las ecuaciones necesarias, siendo forzada a escribirlas con su propia sangre. En el final de la primera temporada, una visión de la madre de Toshiko se utiliza para convencerla a amotinarse contra Jack.
En el episodio de la segunda temporada de Torchwood, "Al Último Hombre" (To The Last Man-2008), Tosh tiene una relación con un soldado de 1918 (Anthony Lewis), que había sido criogenizado y se lo despertaba cada año hasta que fuera tiempo de devolverlo a 1918 para que selle la grieta. En el episodio "Reset" Owen accede a tener una cita con ella, pero muere en el final del episodio tras recibir un disparo en el corazón. Cuando Owen es brevemente por el líder del equipo Jack Harkness usando el guante de resurrección, Tosh le dice adiós confesando que siempre lo ha amado. 
Owen se desvanece, para luego revivir de forma permanente, en un estado parecido a un muerto en vida. En el episodio "Fragmentos" (Fragments) la audiencia logra entender como Toshiko llegó a Torchwood; El Capitán Jack la rescata de un centro de detención de la UNIT, en donde había sido detenida luego de ser forzada a construir un modulador sónico por un organismo terrorista. En el episodio final de la segunda temporada, "Heridas de Salida" (Exit Wounds), Toshiko recibe un disparo de Gray (Lanchla Nieboer), el inestable hermano menor del Capitán Jack. Pasa sus últimos minutos hablando por comunicador con Owen, a quien no logra salvar de su muerte cuando se ve atrapado en un bunker inundado de energía nuclear con material radiactivo. En los momentos previos a su muerte, Owen se disculpa con Toshiko por nunca haber conseguido llevar su relación a buen término. Ianto, al iniciar el procedimiento de cerrar la cuenta de Toshiko del sistema de Torchwood, activa un mensaje pregrabado por ella, en el que da las gracias a Jack por salvarla. Ella le dice que está agradecida por la oportunidad de trabajar en Torchwood y que espera que se valoren sus contribuciones. 
Después morir, el personaje es mencionado en los dos episodios de Doctor Who que le siguen a "Exit Wounds". En estos episodios, Gwen (Eve Myles) y Ianto dicen seguir luchando por la memoria de Tosh y Owen, y luego descubren que ella instaló un "Time Lock" que protege el Hub de la invasión Dalek.